# Fångläger

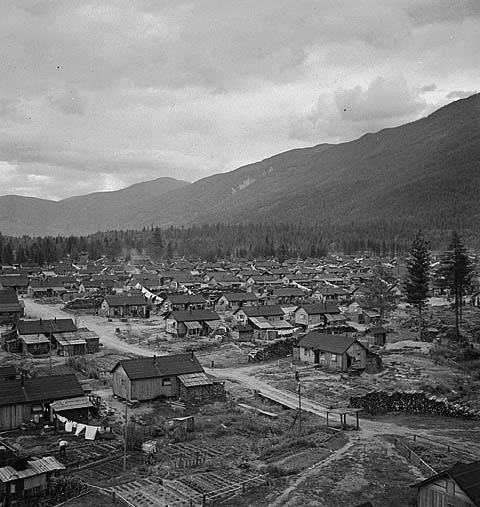
Kanadensiskt interneringsläger för japaner i Kanada under andra världskriget.

Fångläger används i syfte att frihetsberöva individer, vanligtvis i större grupper, utan rättegång. Vissa typer av fångläger, främst för krigsfångar, är tillåtna under internationell lag, om de uppfyller olika reglerade krav vad gäller villkoren för fångarna. Under historiens gång har olika typer av fångläger förekommit, med eller utan tortyr, avrättningar, farsoter och andra faror för de intagna. 

## Historik
Tidiga assyriska civilisationer använde sig av tvångsförflyttning av sina fiender som ett sätt att kontrollera territorium, men det skulle dröja länge innan bekräftade massfängslingar av civila skedde. De mest ökända fånglägren var Nazitysklands koncentrationsläger under andra världskriget.

## Typer av fångläger

### Interneringsläger
Ett interneringsläger är en större anläggning skapad i syfte att hålla politiska motståndare, medborgare av fientliga länder, specifika etniska eller religiösa grupper, civila ur en krigszon eller andra grupper av individer fängslade, vanligtvis under pågående krig. Termen används för faciliteter där fångarna är utvalda efter specifika kriterier snarare än individer som är fängslade efter en fällande dom av en civil domstol.

#### Interneringsläger i Sverige
Under andra världskriget internerades mellan 600 och 700 värnpliktiga män i Sverige. Majoriteten av de internerade var kommunister men även syndikalister, fackföreningsfolk, Englandsvänner,  radikala socialdemokrater och andra som den militära säkerhetstjänsten klassades som ”opålitliga element" skickades till lägren. Interneringen skedde utan rättegång och utan laga dom.

#### Interneringsläger i USA
Under andra världskriget internerades 110 000 japaner och amerikanska medborgare (62 procent) med japanskt ursprung från USA:s västkust. 1988 undertecknade president Ronald Reagan en lag i vilken den amerikanska staten officiellt bad om ursäkt för interneringen. Lagen förkunnar att statens handlingar var grundade på "rasfördomar, krigshysteri och misslyckat politiskt ledarskap.

### Arbetsläger
Arbetsläger är en typ av läger där internerna tvingas till straffarbete. Arbetsläger företer nära släktskap med slaveri. Sovjetunionens gulag var ökända arbetsläger.

#### Arbetsläger i Sverige
I Sverige anlades under andra världskriget arbetslägren Vindeln och Stensele för att bygga en hemlig flygbas. Förhållandena på de svenska arbetslägren var dock förhållandevis goda.

### Koncentrationsläger
se även Koncentrationsläger i Nazityskland
Koncentrationsläger var ursprungligen en beteckning på ett läger dit en grupp människor koncentrerades. Idag används det ofta som beteckning på ett interneringsläger där det förekommer exempelvis tvångsarbete eller systematiska avrättningar. 
Benämningen koncentrationsläger kan första gången ha använts om vissa krigsfångeläger under det amerikanska inbördeskriget 1861-1865. Under boerkriget användes koncentrationslägerkonceptet av Storbritannien. Sedermera användes lägerinrättningar i Finland, Sovjetunionen och forna Jugoslavien. 
Termen koncentrationsläger blev vanlig då det upptäcktes att den nazistiska regimen i Tyskland tidigt anlade arbetsläger och uppsamlingsläger för politiska motståndare.

### Förintelseläger

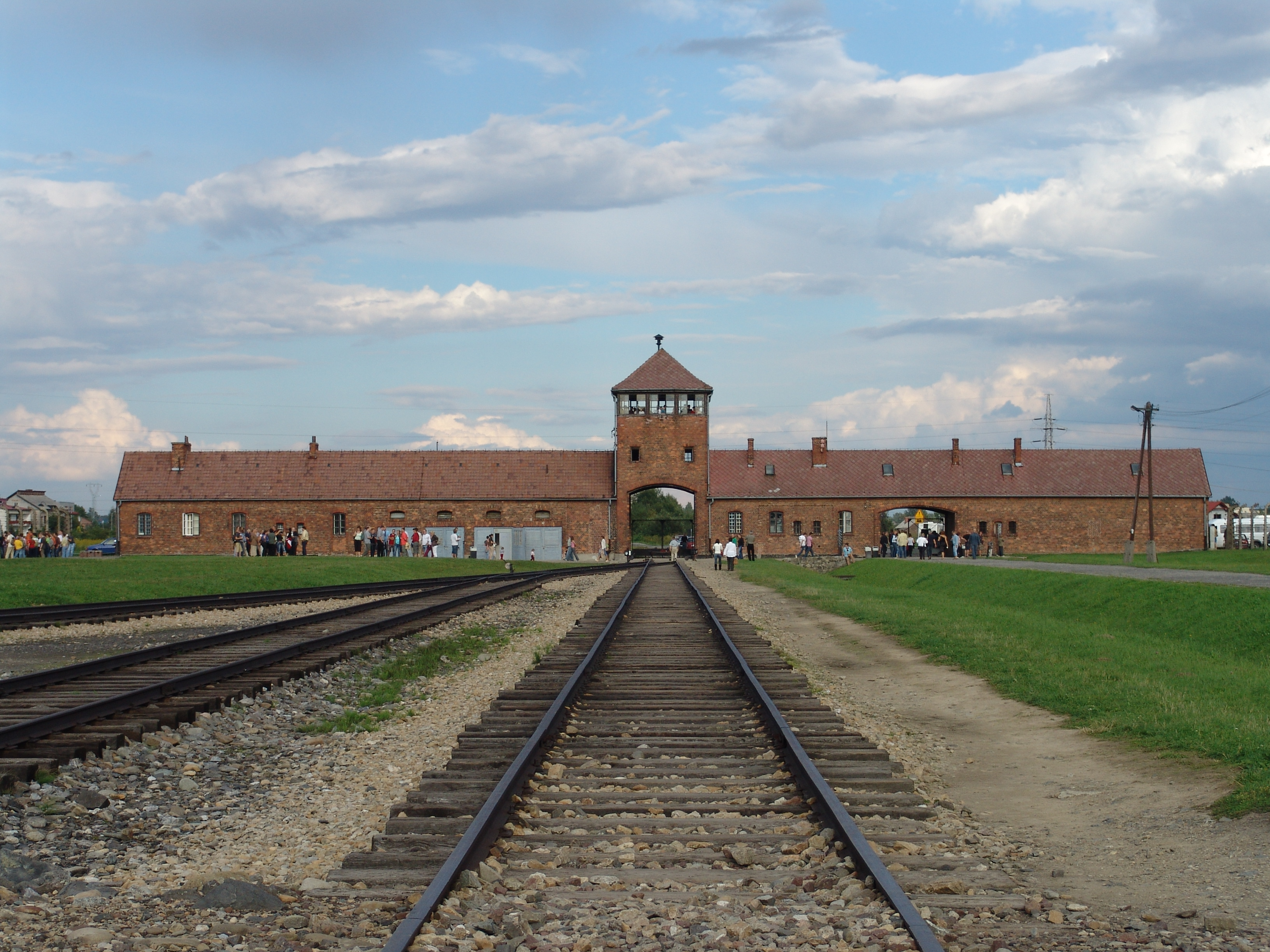
Ingången, den så kallade Dödsporten till förintelselägret Auschwitz II-Birkenau, år 2006.

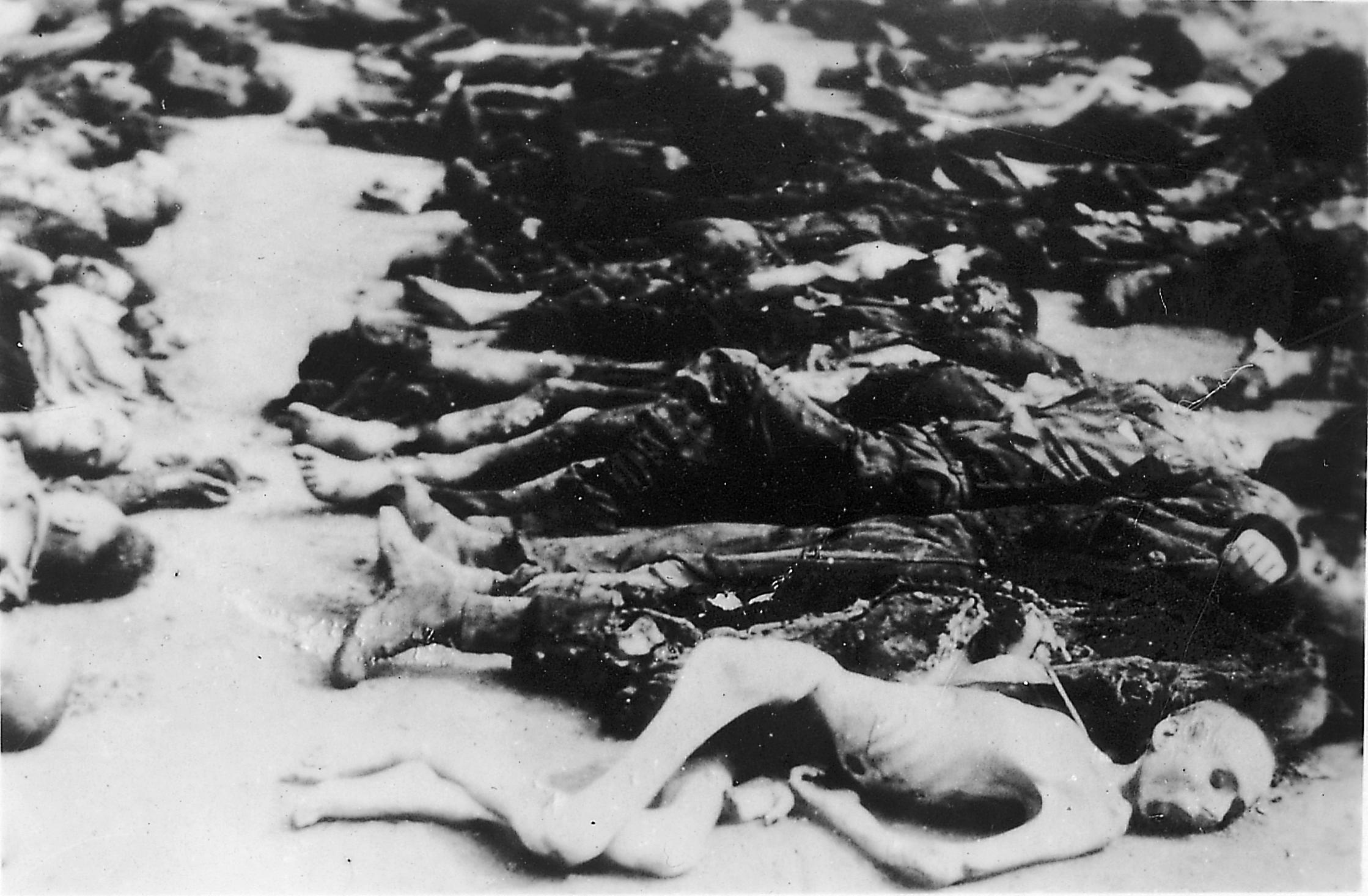
Lik från fångar i Buchenwald, april 1945.

Förintelseläger eller utrotningsläger kallas de nazityska koncentrationsläger vars funktion var att avliva människor (”icke-arier”, i huvudsak judar, men även exempelvis romer) så effektivt som möjligt. I dessa läger sattes inte internerna i arbete, utan mördades tämligen omgående efter ankomst medelst giftig gas, antingen zyklon B eller kolmonoxid. Auschwitz, det största förintelselägret, hade dock även omfattande tvångsarbete och var således även en form av koncentrationsläger.
En del av internerna blev försökspersoner för bestialiska medicinska experiment, till exempel undersöktes hur länge de överlevde nedsänkta nakna i en bassäng med iskylt vatten.
De flesta förintelseläger låg i generalguvernementet, den del av Polen som inte införlivades med Tredje riket. Några beryktade exempel är Auschwitz-Birkenau, Bełżec, Chełmno, Sobibór, Majdanek och Treblinka.

### Moderna fångläger

#### Guantánamobasen

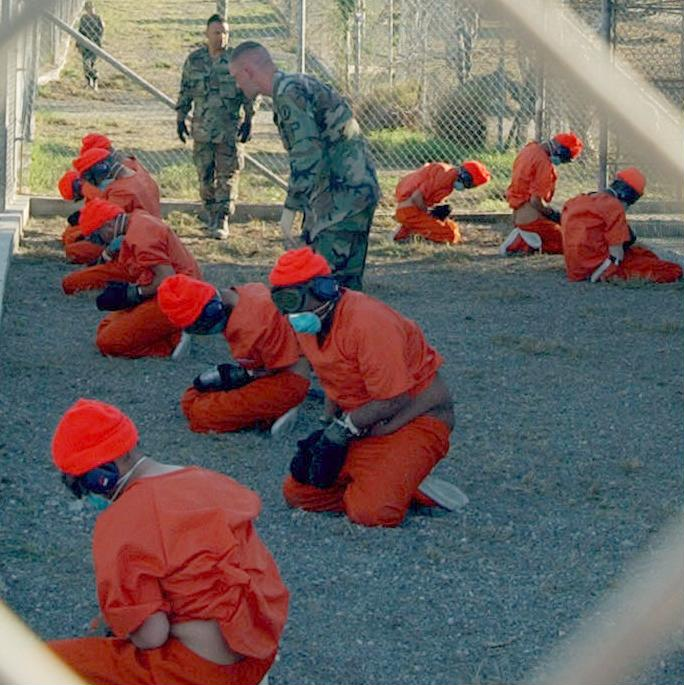
Fångar på Guantánamobasen, januari 2002.

Efter Invasionen av Afghanistan 2001 och Irakkriget 2003 används Guantánamobasen på Kuba som fångläger för personer med misstänkt koppling till al-Qaida. Dessa fångar hålls utan rättegångar eller formella brottsanklagelser och fångenskapen har mött mycket internationell kritik och har ansetts bryta mot de mänskliga rättigheterna.
Det har förekommit att de som hålls fångna blir misshandlade, förnedrade och våldtagna. Flera har även senare bestraffats för brotten mot fångar. Några få har efter lång tid släppts fria.